# Омега Большой Медведицы
Омега Большой Медведицы (лат. ω Ursae Majoris), 45 Большой Медведицы (лат. 45 Ursae Majoris), HD 94334 — двойная звезда в созвездии Большой Медведицы на расстоянии приблизительно 232 световых лет (около 71 парсека) от Солнца. Видимая звёздная величина звезды — +4,66m. Орбитальный период — около 15,8 суток. Возраст звезды оценивается как около 325 млн лет.

## Характеристики
Первый компонент — белая звезда спектрального класса A1VsSi:, или A0III, или A0IV-V. Радиус — около 2,5 солнечных, светимость — около 76 солнечных. Эффективная температура — около 9647 К.